# Эльдаров, Сулейман Алескер оглы
Сулейман Алескер оглы Эльдаров (азерб. Süleyman Ələsgər oğlu Eldarov; 10 января 1922, г. Шеки, Азербайджан — 1995) — советский военнослужащий, заряжающий; наводчик; командир орудия 829-го артиллерийского полка 211-й стрелковой дивизии 38-й армии, сержант (старшина в отставке), полный Кавалер ордена Славы.

## Биография
Родился 10 января 1922 года в азербайджанском городе Шеки в крестьянской семье. По национальности азербайджанец. Окончил среднюю школу. Скончался в 1994 году.

### Служба в Красной Армии
В Красной Армии и на фронтах Великой Отечественной войны с января 1942 года. Член ВКП(б)/КПСС с 1944 года.
Заряжающий орудия 829-го артиллерийского полка (211-я стрелковая дивизия, 38-я армия, 1-й Украинский фронт) ефрейтор Сулейман Эльдаров 18 апреля 1944 года у населённого пункта Чернелица в составе орудийного расчёта отбил три вражеские контратаки, истребив свыше отделения гитлеровских автоматчиков.
За мужество и отвагу, проявленные в боях, 20 мая 1944 года ефрейтор Эльдаров Сулейман Алескер оглы награждён орденом Славы 3-й степени.
В ночь на 24 июля 1944 года в бою у деревни Загуже, расположенной в 13-и километрах южнее старинного западно-украинского города Львов, наводчик орудия 829-го артиллерийского полка Эльдаров в составе расчёта прямой наводкой поразил свыше полутора десятка гитлеровцев.
26 июля 1944 года близ украинского населённого пункта Липники, расположенного в 12-и километрах южнее города Львов, ефрейтор Эльдаров Сулейман метким огнём отразил две контратаки противника, что позволило стрелковым подразделениям удержать магистраль Львов — Стрый. Будучи ранен, Сулейман Эльдаров поля боя не покинул.
За мужество и отвагу, проявленные в боях, 21 октября 1944 года ефрейтор Эльдаров Сулейман Алескер оглы награждён орденом Славы 2-й степени.
9-11 февраля 1945 года в боях близ деревни Ясеница, расположенной в 10-и километрах южнее польского города Рабка, командир орудия 829-го артиллерийского полка (211-я стрелковая дивизия, 38-я армия, 4-й Украинский фронт) сержант Сулейман Эльдаров с расчётом был отрезан вместе с пехотой от основных сил. Вверенный сержанту Эльдарову орудийный расчёт в течение трёх дней отбил девять вражеских контратак, подбил бронетранспортёр, автомобиль и уничтожил свыше взвода гитлеровцев.
Указом Президиума Верховного Совета СССР от 29 июня 1945 года за образцовое выполнение заданий командования в боях с немецко-фашистскими захватчиками сержант Эльдаров Сулейман Алескер оглы награждён орденом Славы 1-й степени, став полным кавалером ордена Славы.
Участник Парада Победы 24 июня 1945 года на Красной площади в Москве.
В 1945 году Сулейман Эльдаров демобилизован.

### После войны
Вернулся в родной город. Работал на комбинате бытового обслуживания. Затем переехал в столицу Азербайджана город Баку.

## Награды
- полный кавалер ордена Славы:
  - Орден Славы 3-й степени № 43159 приказом от 20 мая 1944 года
  - Орден Славы 2-й степени № 8430 приказом от 21 октября 1944 года
  - Орден Славы 1-й степени № 1326 приказом от 29 июня 1945 года
- Орден Отечественной войны 1-й степени
- Медаль «За отвагу» (3 января 1944 года[2])
- Другие медали